# Szpyrki
Szpyrki (ukr. Шпирки) – wieś na Ukrainie, w obwodzie winnickim, w rejonie barskim.